# Чаплыгин, Александр Иванович
Александр Иванович Чаплыгин (1858—1919 или 1920) — генерал-лейтенант, командир 2-го Туркестанского армейского корпуса.

## Биография
Родился 13 декабря 1858 года. Образование получил Орловской Бахтина военной гимназии, по окончании которой 11 августа 1877 года ступил в военную службу юнкером. Вслед за тем, Чаплыгин прошёл курс наук в 1-м Павловском военном училище, из которого выпущен 8 августа 1879 года прапорщиком с зачислением по армейской пехоте с прикомандированием к лейб-гвардии Волынскому полку. За время службы в Волынском полку Чаплыгин последовательно получил чины подпоручика (8 апреля 1884 года), поручика (1 января 1885 года), штабс-капитана (30 августа 1891 года), капитана (6 декабря 1895 года) и полковника (6 декабря 1901 года) и занимал должности командира роты (9 лет 1 месяц), командира батальона (2 года 7 месяцев) и заведующего полковым хозяйством (5 лет 2 месяца).
14 февраля 1907 года Чаплыгин был назначен командиром 1-го лейб-гренадерского Екатеринославского полка. Произведённый 14 октября 1911 года в генерал-майоры, он получил в командование 1-ю бригаду 3-й гренадерской дивизии, а 31 декабря 1913 года возглавил 1-ю бригаду 2-й гренадерской дивизии.
3 мая 1914 года, незадолго до начала Первой мировой войны, Чаплыгин был назначен начальником 5-й Туркестанской стрелковой бригады, с которой вступил в войну на Кавказском фронте в составе 2-го Туркестанского армейского корпуса. Отличился в боях при Сарыкамыше и Эрзеруме.
19 ноября 1915 года бригада, которой командовал Чаплыгин, была развернута в 5-ю Туркестанскую стрелковую дивизию и Чаплыгин стал командующим этой дивизией. За отличие в Алашкертской операции он 31 мая 1916 года был награждён Георгиевским оружием, а за Эрзерумское сражение, где Чаплыгин совместно с отрядами генералов Азарьева и Андриевского разгромил 10-й армейский корпус турецкой армии, Высочайшим приказом от 10 июля 1916 года был удостоен ордена св. Георгия 4-й степени.
8 сентября 1916 года Чаплыгин был произведён в генерал-лейтенанты. 25 апреля 1917 года он сменил генерала М. А. Пржевальского на посту командира 2-го Туркестанского армейского корпуса. 12 октября 1917 года отстранён от должности и зачислен в резерв чинов при штабе Кавказского военного округа.
После Октябрьской революции Чаплыгин остался на Кавказе и в конце 1919 — начале 1920 года был захвачен большевиками и расстрелян.
Среди прочих наград Чаплыгин имел ордена:
- Орден Святого Станислава 2-й степени (1903 год)
- Орден Святой Анны 2-й степени (1906 год)
- Орден Святого Владимира 4-й степени (1909 год)
- Георгиевское оружие (31 мая 1916 года)
- Орден Святого Георгия 4-й степени (10 июня 1916 года)

Его брат Арсений также был генерал-лейтенантом, служил в Вооружённых силах Юга России и после падения Крыма эмигрировал в Югославию.